# Tiburon Challenger 2024
Il Tiburon Challenger 2024 è stato un torneo maschile di tennis professionistico. È stata la 16ª edizione del torneo, facente parte della categoria Challenger 75 nell'ambito dell'ATP Challenger Tour 2024, con un montepremi di 82 000 $. Si è giocato dal 30 settembre al 6 ottobre 2024 sui campi in cemento del Tiburon Peninsula Club di Tiburon, negli Stati Uniti.

## Partecipanti

### Teste di serie
| Nazionalità | Giocatore           | Ranking* | Testa di serie |
| ----------- | ------------------- | -------- | -------------- |
| Stati Uniti | Christopher Eubanks | 114      | 1              |
| Stati Uniti | Learner Tien        | 151      | 2              |
| Stati Uniti | Jeffrey John Wolf   | 169      | 3              |
| Australia   | Tristan Schoolkate  | 173      | 4              |
| Stati Uniti | Patrick Kypson      | 184      | 5              |
| Giordania   | Abedallah Shelbayh  | 189      | 6              |
| Stati Uniti | Brandon Holt        | 202      | 7              |
| Stati Uniti | Denis Kudla         | 224      | 8              |
| Stati Uniti | Ethan Quinn         | 225      | 9              |

* Ranking al 23 settembre 2024.

### Altri partecipanti
I seguenti giocatori hanno ricevuto una wild card per il tabellone principale:
- Kaylan Bigun
- Carl Emil Overbeck
- Colton Smith

Il seguente giocatore è entrato in tabellone con il ranking protetto:
- Dominic Stricker

Il seguente giocatore è entrato in tabellone come special exempt:
- Edas Butvilas

Il seguente giocatore è entrato in tabellone come alternate:
- Guy den Ouden

I seguenti giocatori sono passati dalle qualificazioni:
- Nicolás Mejía
- Ozan Baris
- Alexey Zakharov
- Christian Langmo
- Govind Nanda
- Micah Braswell

## Punti e montepremi
| Torneo    | Torneo              | V     | F     | SF    | QF    | 2T    | 1T  | Q | Q2  | Q1  |
| Singolare | Punti               | 75    | 44    | 22    | 12    | 6     | 0   | 4 | 2   | 0   |
| Singolare | Premi in denaro ($) | 9 880 | 5 820 | 3 450 | 2 000 | 1 165 | 720 | – | 360 | 185 |
| Doppio    | Punti               | 75    | 44    | 22    | 12    | –     | 0   | – | –   | –   |
| Doppio    | Premi in denaro ($) | 4 250 | 2 450 | 1 480 | 880   | –     | 500 | – | –   | –   |

## Campioni

### Singolare
Nishesh Basavareddy ha sconfitto in finale  Eliot Spizzirri con il punteggio di 6–1, 6–1.

### Doppio
Luke Saville /  Tristan Schoolkate hanno sconfitto in finale  Patrick Kypson /  Eliot Spizzirri con il punteggio di 6–4, 6–2.